# December 2012
| December 2012 |
| Månader under 2012: Januari · Februari · Mars · April · Maj · Juni · Juli · Augusti · September · Oktober · November · December ← December 2011 · Januari 2013 → |

## Händelser

### 1 december
- Enrique Peña Nieto tillträder som Mexikos president efter Felipe Calderón.

### 8 december
- Vid FN:s klimatkonferens i Qatar förlängs Kyotoprotokollet till 2020.

### 14 december
- Massakern i Newtown, där 28 människor miste livet varav 20 barn, äger rum.[1]

### 21 december
- Mayakalenderns innevarande stora årscykel om 5 125 år är till ända. Se även 2012-fenomen.

### 31 december
- Det sista tryckta numret av den amerikanska tidningen Newsweek ges ut, efter 78 år kommer tidningen enbart publicera artiklar på Internet.